# Camille Joseph Spire
Camille Joseph Spire (3 de julio de 1871 - 4 de octubre de 1932) fue un médico militar, botánico, y taxónomo francés

## Biografía
Desde principios de 1900 hasta fines de los 1920s, trabajó en las colonias francesas en África Occidental y en Indochina. Se quedó en Java de finales de 1901 hasta marzo de 1902, enviando plantas recolectadas en las proximidades de Buitenzorg al Museo de Historia Natural de París. Permaneció en Asia en 1902-1903, siendo enviado a Indochina en calidad de médico militar, y en 1905 recibió su título de doctorado en botánica, en París. Luego pasó a trabajar en el África occidental en la década de 1910, recolectando plantas en Dahomey alrededor de 1911, y se encontraba en Indochina en la década de 1920, en los que recolectó plantas en Xiangkhouang, al noreste de Laos.
Sus principales publicaciones botánicas fueron su tesis doctoral, un estudio de la familia Apocynaceae (1905) y en 1906 un trabajo coescrito por con André Spire Le caucho en Indo-Chine, que trata de las plantas productoras de caucho. Este último fue producido por la Oficina Colonial francesa. También fue autor de guías médicas para las personas que visitaban las colonias en la década de 1920.

## Algunas publicaciones
- 1931. Hygiène du colon en congé. Ed. Doin

- 1926. Guide de thérapeutique coloniale. Con Marcel Léger. Ed. Librairie J.B. Baillière et Fils, 240 pp.

- 1906. Le Caoutchouc en Indo-Chine : étude historique, industrielle et commerciale. Con André Spire. Ed. A. Challamel, 262 pp.

- 1895. Du lupus lingual. Ed. P. Cassignol, 	62 pp.

## Honores
- 1905: miembro de la Sociedad Botánica de Francia

### Eponimia
Género
- (Asclepiadaceae) Spirella Costantin 1927[2]

- La abreviatura «Spire» se emplea para indicar a Camille Joseph Spire como autoridad en la descripción y clasificación científica de los vegetales.[3]